# 圣伯多禄圣保禄圣殿 (克拉科夫)
聖伯多祿聖保祿堂是位於波蘭克拉科夫老城的天主教會教堂，也是该市（也许是全波兰）第一座纯粹的巴洛克风格建筑。位于Grodzka街54号。它由齐格蒙特三世为耶稣会建于1597–1619年。1635年7月8日祝圣。它在克拉科夫的老教堂中座位数最多。   
1809–1815年，此堂曾改为东正教堂。自1842年以来，它属于天主教诸圣堂区。1960年升为宗座圣殿。

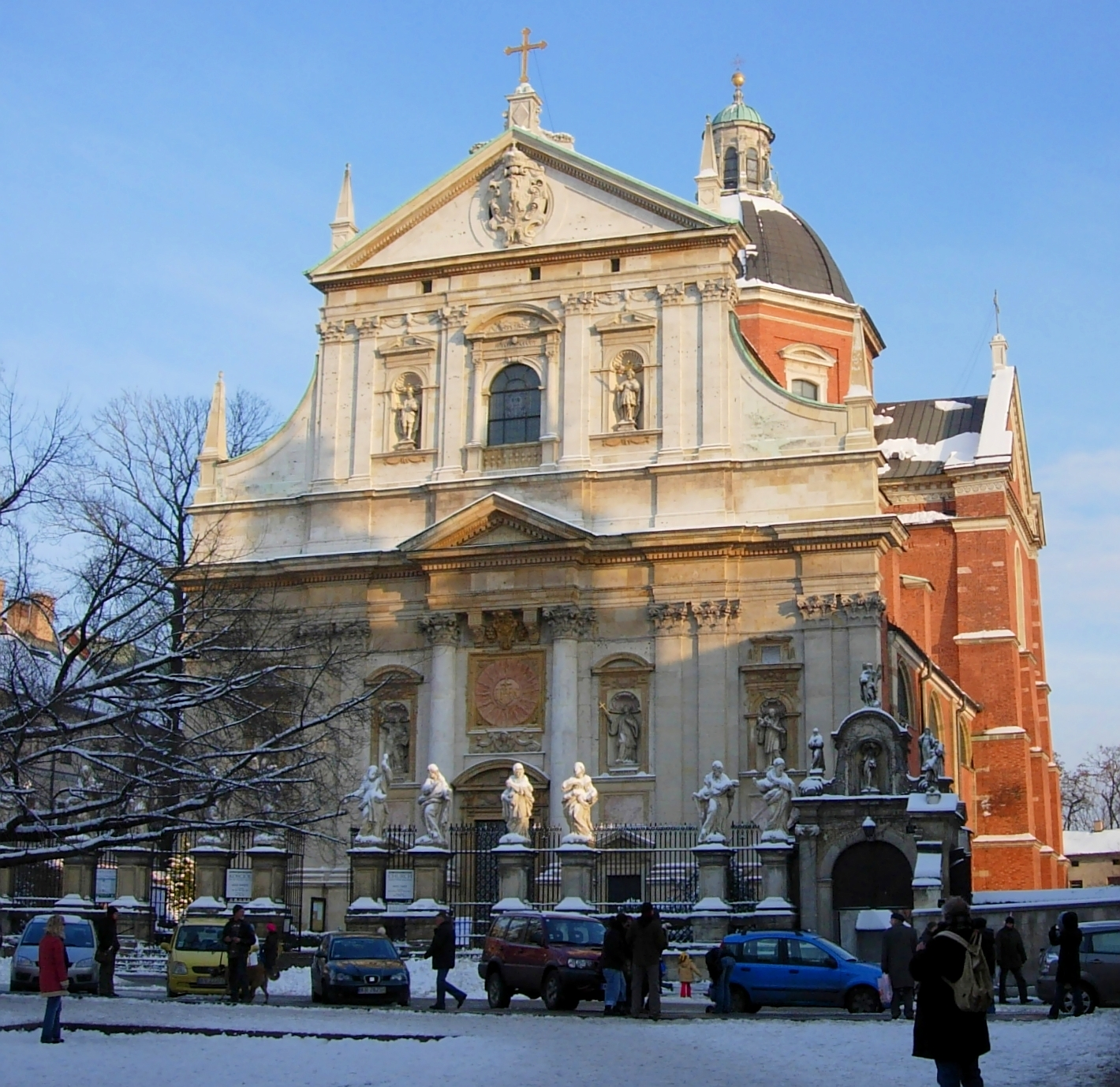
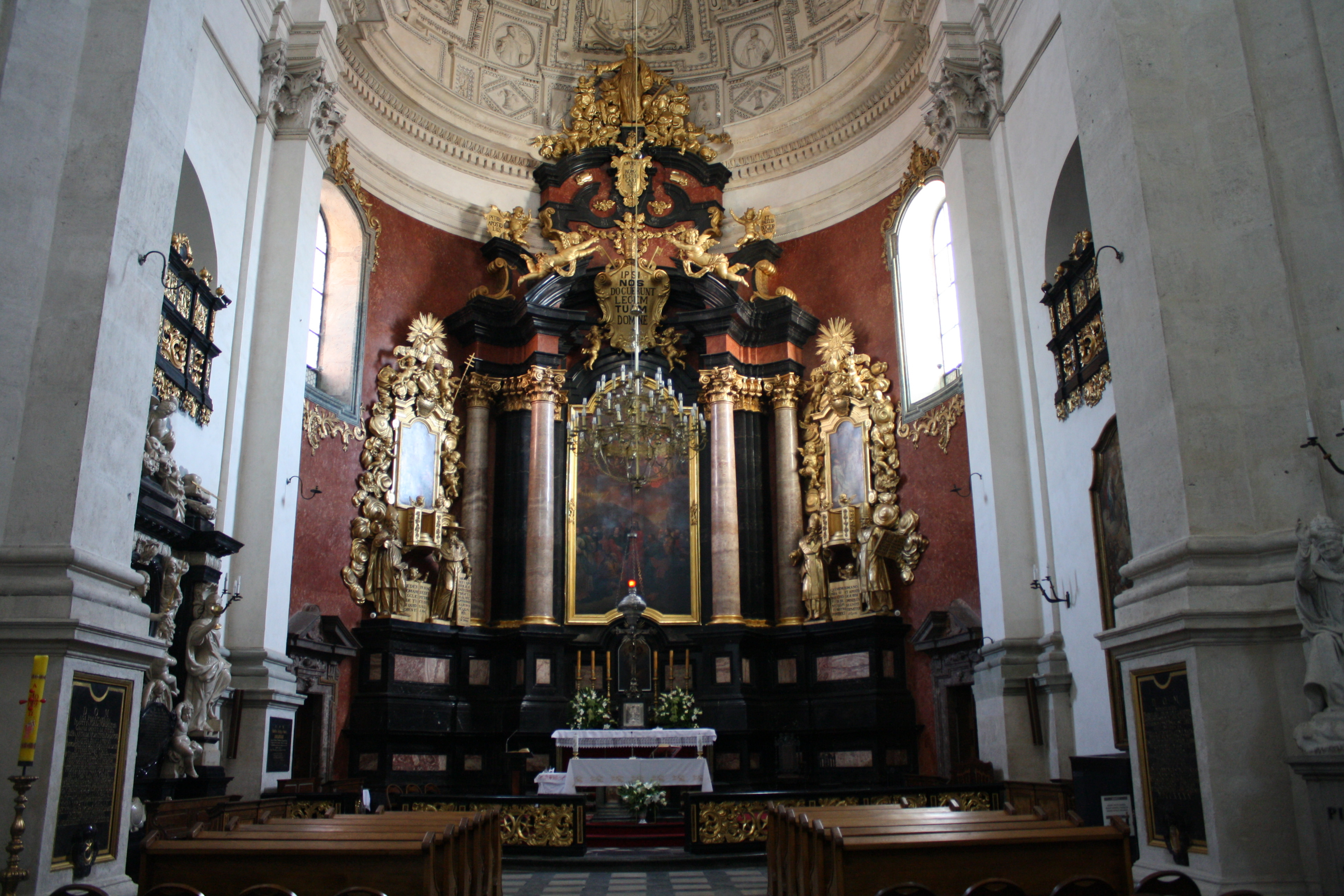
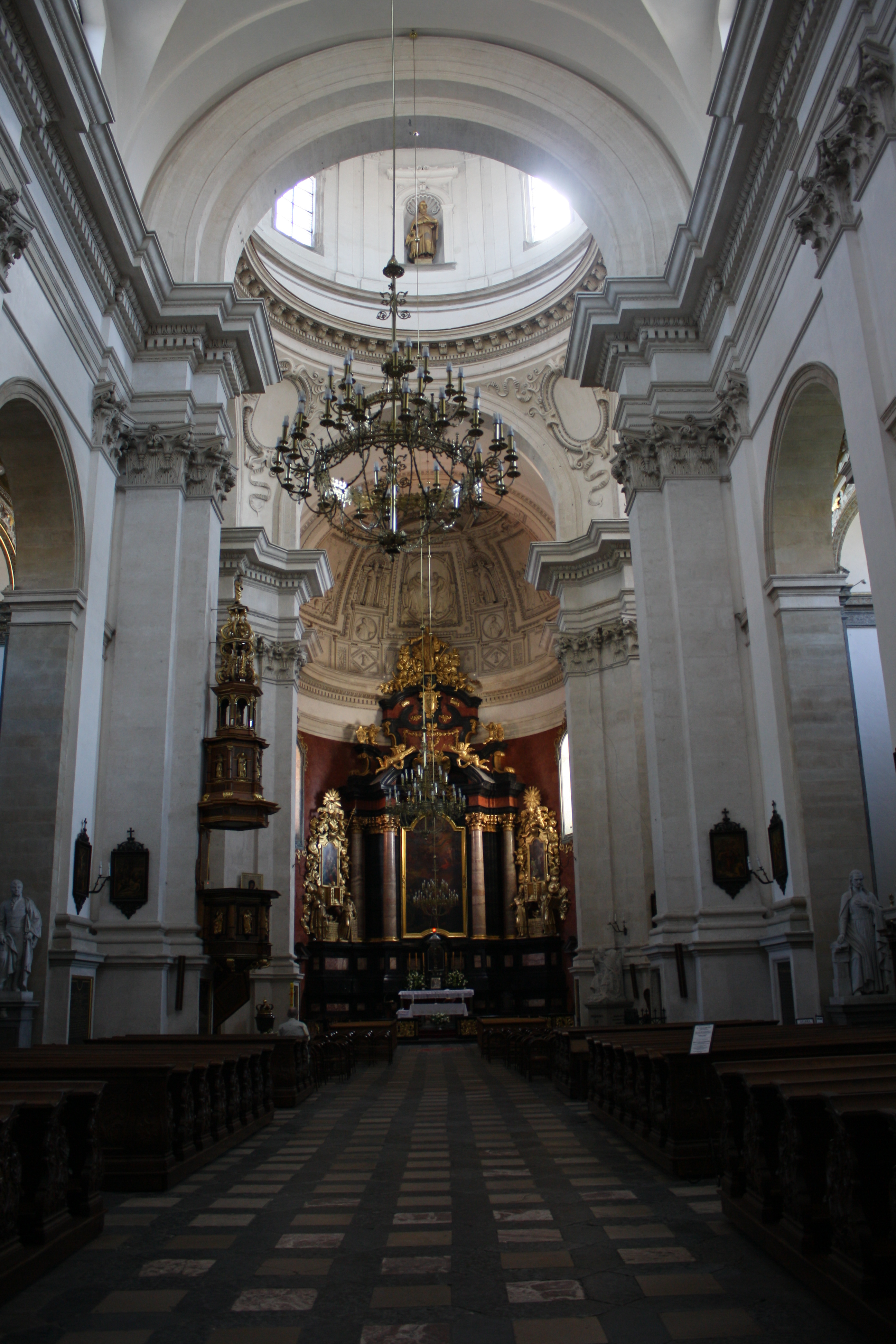
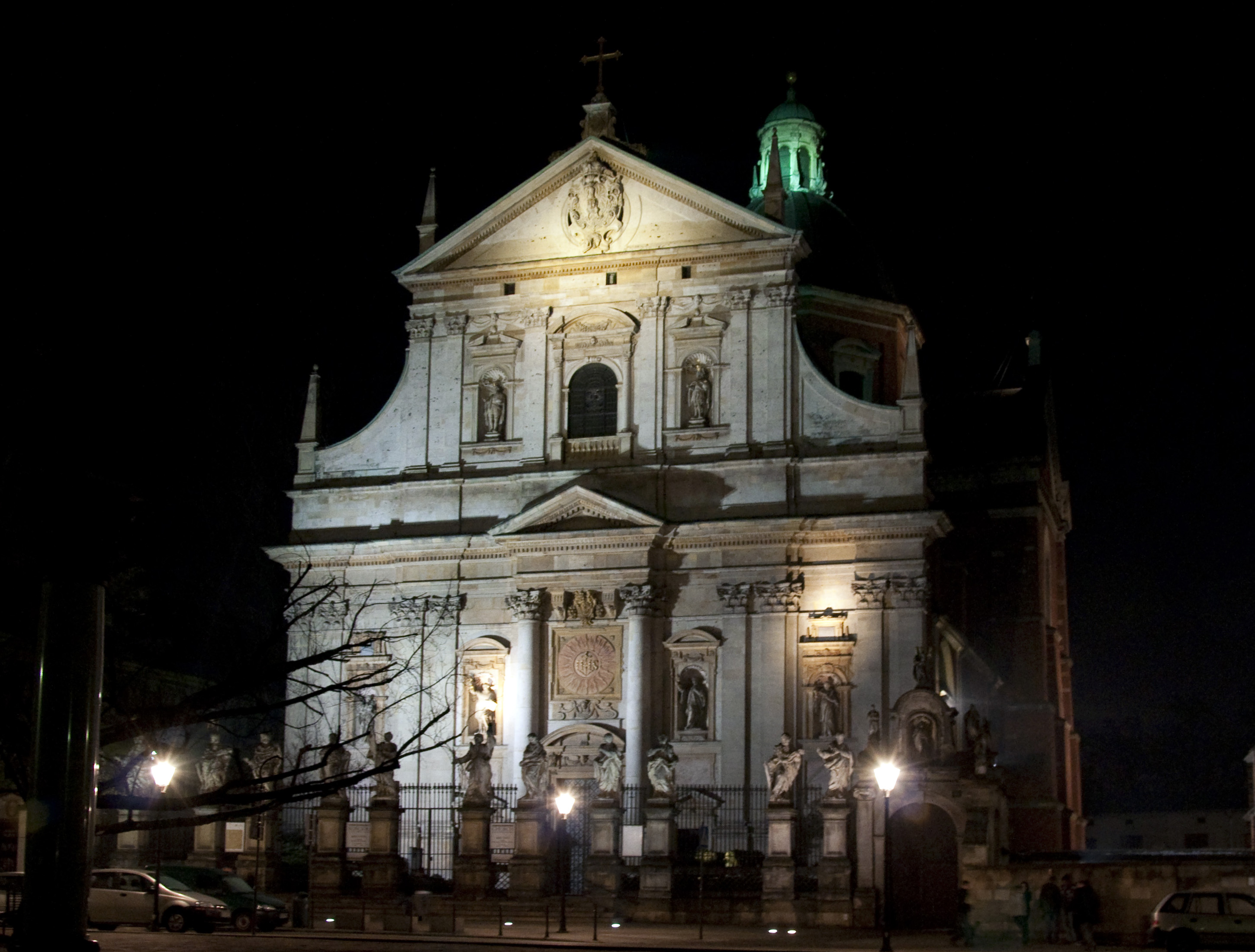
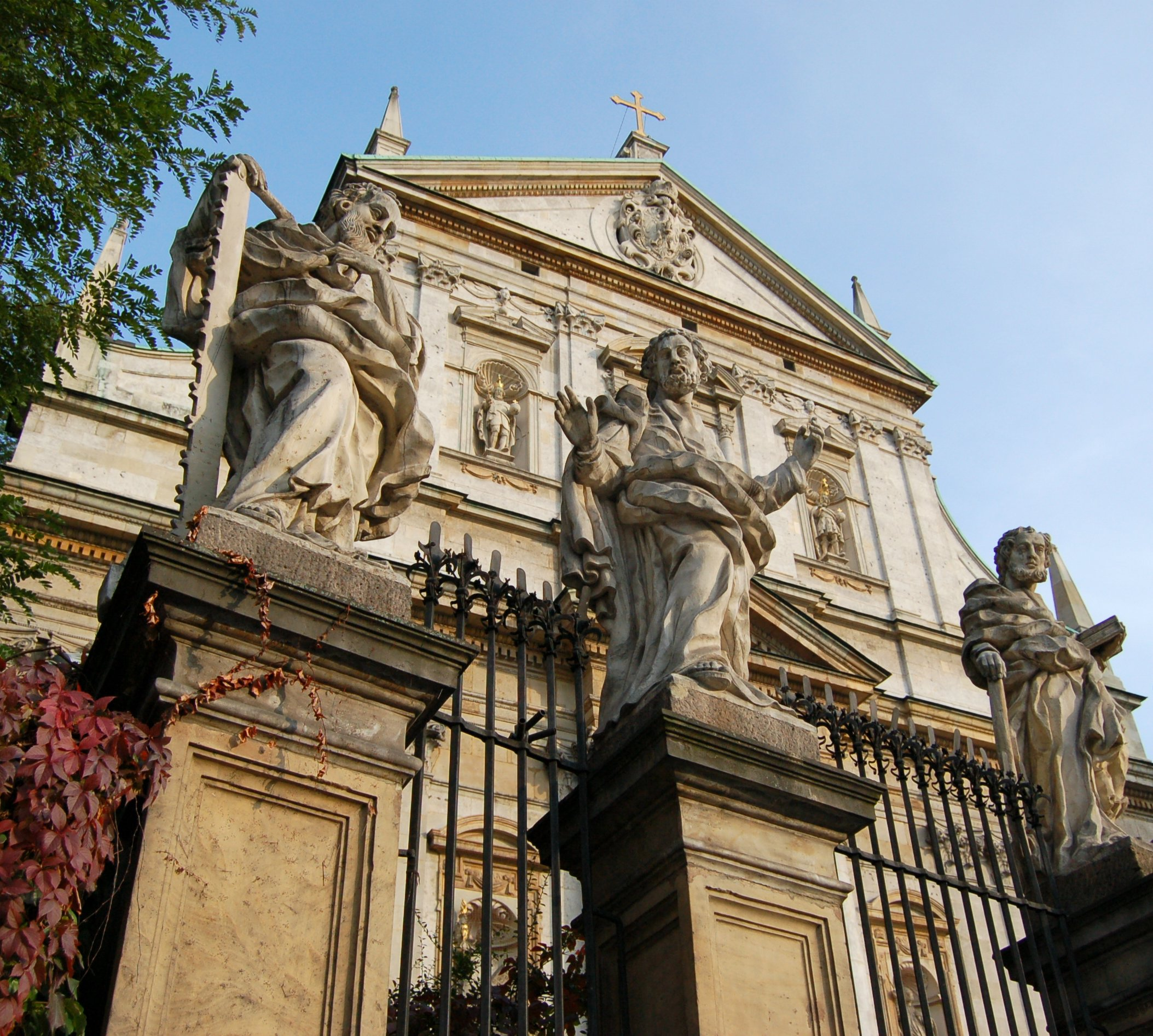